# Кокпияз
Кокпияз (каз. Көкпияз, до 199? г. - Кегенский) — село в Кегенском районе Алматинской области Казахстана. Входит в состав Ширганакского сельского округа. Код КАТО — 195877300.

## Население
В 1999 году население села составляло 499 человек (268 мужчин и 231 женщина). По данным переписи 2009 года, в селе проживали 504 человека (267 мужчин и 237 женщин).

## Топографические карты
- Лист карты K-44-39 Каркара. Масштаб: 1 : 100 000. Состояние местности на 1987 год. Издание 1991 г.